# Bedřich Čurda-Lipovský
Bedřich Čurda-Lipovský (20. listopadu 1893 Smolkov – 21. října 1962 Ostrava) byl slezský spisovatel, novinář, astronom, komunální politik.

## Život
Narodil se v rodině domkaře Leopolda Čurdy (1856) a Marie rozené Slezákové (1859). Měl čtyři starší sourozence: Viléma (1881), Leopolda (1882), Helenu (1885) a Karla (1888). Vystudoval německou obchodní školu v Opavě.
Od dětství se věnoval divadlu. Po studiích se dostal do Ostravy na praxi a vstoupil do ochotnického sdružení Tyl v Přívoze. Stal se jednatelem spolku, jeho první role byly v představeních Psohlavci, Paní Marjánka, matka pluku, Ženská vojna aj. Potom začal režírovat, např. Kvapilova Oblaka, Molnárova Ďábla, Vrchlického Noc na Karlštejně aj. Byl zvolen do výboru Župy divadelních ochotníků, kde se věnoval výchově a vzdělávání ochotníků, organizování kurzů; stal se divadelním kritikem.
V Ostravě byl zaměstnán jako expedient v koksovně, vedoucí krematoria (1924–1928), redaktor, městský zastupitel (1924–1939), městský radní (1935–1939), odborářský předák (1945–1949), ředitel hvězdárny.
Za 1. světové války působil v Hodrově divadelní společnosti. Po válce opět hrál a režíroval, překládal a stal se dramatickým autorem. V letech 1944–1945 byl za svou kulturní činnost vězněn nacisty.
Byl redaktorem Volného slova a tajemníkem Unie socialistických svobodných myslitelů. Jako referent se zabýval problémem výchovy dětí bez vyznání (sám vystoupil z katolické církve r. 1919). Cestoval Afrikou, Norskem a Ledovým mořem, přednášel o cestách s diapositivy. Redigoval edici Besídky přirozené mravouky.
Od r. 1945 působil jako kulturní funkcionář odborů, od r. 1949 jako krajský tajemník pro záležitosti občanů bez vyznání. Založil a vedl lidovou hvězdárnu.

### Vyznamenání a pocty
Cena Františka Nušla.

## Dílo

### Verše
- Večer nad Ostravou: dumka – Moravská Ostrava: Volné slovo, 1922
- Touhy a nálady – Moravská Ostrava: Úsvit, 1927
- Tvými slovy, Petře Bezruči! – Ostrava: vlastním nákladem, 1938

### Próza
- Býčí zápasy: groteska – Praha: Josef Šváb, před 1933

### Spisy
- Proti prostituci – Přívoz: Volné Slovo, 1920
- Socialismus a náboženství: filosofická studie – 1922[5]
- Bible ve filmu: Satyricko-humoristický doprovod k filmovému dílu "Bible" ve 2 epochách – ilustroval Alois Ludvík Salač. Moravská Ostrava: Sdružení sociálně demokratických bezvěrců (SSDB), 1924
- U loretánské Panny – kus historie a trochu dojmů z místa zázračného a posvátného všem pravověrným křesťanům podává Bedřich Čurda-Lipovský; otisky z feuilletonů z časopisu "Opavan". Opava: SSDB, 1927
- Před 100 lety narodil se básník Björnstjerne Björnson: bibliofilie – Moravská Ostrava: v. n., 1932
- Vzpomínky z Norska – před r. 1935
- Terezínské katakomby: autobiografie – Praha: Dělnické nakladatelství, 1946

### Drama
1. Převrat: hra o třech jednáních s proměnou, ze života a utrpení českého člověka v posledních dnech všemi nenáviděného Rakouska – Moravská Ostrava: Volné slovo, 1927
2. Okovy: sociální drama ve třech jednáních z dob, kdy se těžce rodily myšlenky socialismu – Moravská Ostrava: Volné Slovo, 1929
3. Setkání: aktovka
4. Letem dějinami: dramatická báseň – před r. 1924
5. Řina Karenová
6. Čarodějnice – před r. 1935
7. Zhořelé duše
8. Nové jitro – před r. 1935
9. U nebeské brány – před r. 1935
10. Nezvaný host: psychologická hra
11. Na majáku: hra o třech dějstvích – Praha: Josef Kobosil, 1944

Národní knihovna: 1, 2, 11; Dolenský: 1, 2, 4, 5, 6, 8, 9; Amatérské divadlo:1–10

### Překlad
- Hvězdy: o Galileu Galileovi – H. Müller

### Jiné
- Památník vydaný u příležitosti dvacetiletému trvání tělocvičné jednoty Sokol v Přívoze: 1898–1918 – redigoval. Ostrava: Sokol Přívoz, 1918?
- Pamětní spis ku dni 23. července 1923 u příležitosti vložení pamětní listiny do základů budovy Krematoria v Moravské Ostravě – redigoval. Moravská Ostrava: Důvěrnický sbor Krematoria, 1923
- Památník Dělnické tělocvičné jednoty československé v Přívoze vydaný u příležitosti otevření vlastního stánku: 1905–1926 – Bedřich Čurda-Lipovský ... et al. Moravská Ostrava: s. n., 1926
- Ostravští havíři: sborník. Moravská Ostrava: Unie socialistických svobodných myslitelů (USSM), 1933-–1934
- Francisco Ferrer y Guardia: hrst vzpomínek na mučedníka boje za volnou školu, zastřeleného 13. října 1909 v tvrzi Montjuich v Barceloně, k 25. výročí jeho smrti 1934 – uspořádal. Moravská Ostrava: USSM, 1934
- Postavili jsme pomník španělskému mučedníku za volnou školu Francisco Ferrerovi Guardia ... = Nous avons erige un monument a Francisco Ferrer ... – sestavil. Moravská Ostrava: b. n, 1936
- Unie socialistických svobodných myslitelů v zemi Moravskoslezské věnuje účastníkům odhalení pomníku Francisco Ferrera dne 14. dubna 1936 v Moravské Ostravě tuto vzpomínku = Union des Libres Penseurs Soc. du pays Moravosilésien, ČSR prśente à tous les délégues, qui prenaient part à l’inauguration du monument de Francisco Ferrer le 14 avril 1936 à Moravská Ostrava ce petit Souvenir – sestavil. Moravská Ostrava: USSM, 1936
- Pozorujeme oblohu: pro posluchače astronomických kursů a pro zájemce o astronomii – Moravská Ostrava: Lidotisk, 1941
- Rok kulturní práce na Ostravsku: výroční zpráva a záznamy z kulturní konference, konané 13. dubna 1947 v Blaníku, Ostrava – sestavil a upravil. Ostrava: Kulturní oddělení Krajské odborové rady, 1947